# Bretagne Classic 2018
De 82e editie van de Bretagne Classic werd verreden op 26 augustus 2018, over een parcours van 256,9 kilometer. De wedstrijd maakte deel uit van de UCI World Tour. De vorige editie werd gewonnen door Elia Viviani. Deze editie werd net als in 2016 gewonnen door Oliver Naesen.

## Deelnemende Ploegen
Aan deze koers namen alle ploegen uit de UCI World Tour deel. Daarnaast namen er zeven pro-continentale ploegen deel.
| WorldTour                                     | ProContinentaal               |
| --------------------------------------------- | ----------------------------- |
| AG2R La Mondiale                              | Cofidis, Solutions Crédits    |
| Astana Pro Team                               | Delko Marseille Provence KTM  |
| Bahrain-Merida                                | Direct Énergie                |
| BMC Racing Team                               | Team Fortuneo-Samsic          |
| BORA-hansgrohe                                | Vital Concept                 |
| Team EF Education First-Drapac p/b Cannondale | Wanty-Groupe Gobert           |
| Team Dimension Data                           | Wilier Triestina-Selle Italia |
| Groupama-FDJ                                  |                               |
| Lotto Soudal                                  |                               |
| Mitchelton-Scott                              |                               |
| Movistar Team                                 |                               |
| Quick-Step Floors                             |                               |
| Team Katjoesja Alpecin                        |                               |
| Team LottoNL-Jumbo                            |                               |
| Team Sky                                      |                               |
| Team Sunweb                                   |                               |
| Trek-Segafredo                                |                               |
| UAE Team Emirates                             |                               |

## Uitslag
| Bretagne Classic 2018 |                  |                   |          |
| Plaats                | Naam             | Ploeg             | tijd     |
| Winnaar               | Oliver Naesen    | AG2R La Mondiale  | 6u16'34" |
| 2                     | Michael Valgren  | Astana Pro Team   | z.t.     |
| 3                     | Tim Wellens      | Lotto Soudal      | +3"      |
| 4                     | Michael Matthews | Team Sunweb       | +1'13"   |
| 5                     | Ruben Guerreiro  | Trek-Segafredo    | z.t.     |
| 6                     | Zdeněk Štybar    | Quick-Step Floors | z.t.     |
| 7                     | Olivier Le Gac   | Groupama-FDJ      | +1'15"   |
| 8                     | Valentin Madouas | Groupama-FDJ      | +1'17"   |
| 9                     | Benoît Cosnefroy | AG2R La Mondiale  | +1'18"   |
| 10                    | Fabio Jakobsen   | Quick-Step Floors | +1'24"   |

Bretagne Classic: 1931 · 1932 · 1933 · 1934 · 1935 · 1936 · 1937 · 1938 · 1939 - 1944 · 1945 · 1946 · 1947 · 1948 · 1949 · 1950 · 1951 · 1952 · 1953 · 1954 · 1955 · 1956 · 1957 · 1958 · 1959 · 1960 · 1961 · 1962 · 1963 · 1964 · 1965 · 1966 · 1967 · 1968 · 1969 · 1970 · 1971 · 1972 · 1973 · 1974 · 1975 · 1976 · 1977 · 1978 · 1979 · 1980 · 1981 · 1982 · 1983 · 1984 · 1985 · 1986 · 1987 · 1988 · 1989 · 1990 · 1991 · 1992 · 1993 · 1994 · 1995 · 1996 · 1997 · 1998 · 1999 · 2000 · 2001 · 2002 · 2003 · 2004 · 2005 · 2006 · 2007 · 2008 · 2009 · 2010 · 2011 · 2012 · 2013 · 2014 · 2015 · 2016 · 2017 · 2018 · 2019 · 2020 · 2021 · 2022 · 2023 · 2024
Classic Lorient Agglomération: 1999 · 2000 · 2001 · 2002 · 2003 · 2004 · 2005 · 2006 · 2007 · 2008 · 2009 · 2010 · 2011 · 2012 · 2013 · 2014 · 2015 · 2016 · 2017 · 2018 · 2019 · 2020 · 2021 · 2022 · 2023 · 2024
 Tour Down Under ·
 Great Ocean Road Race ·
 Ronde van Abu Dhabi ·
 Omloop Het Nieuwsblad ·
 Strade Bianche ·
 Parijs-Nice · 
 Tirreno-Adriatico · 
 Milaan-San Remo ·
 Ronde van Catalonië ·
 Gent-Wevelgem ·
 Dwars door Vlaanderen ·
 E3 Harelbeke ·
 Ronde van Vlaanderen ·
 Ronde van het Baskenland ·
 Parijs-Roubaix ·
 Amstel Gold Race ·
 Waalse Pijl ·
 Luik-Bastenaken-Luik ·
 Ronde van Romandië ·
 Eschborn-Frankfurt ·
 Ronde van Italië ·
 Ronde van Californië ·
 Critérium du Dauphiné ·
 Ronde van Zwitserland ·
 Ronde van Frankrijk ·
 RideLondon Classic ·
 Clásica San Sebastián ·
 Ronde van Polen ·
  BinckBank Tour ·
 Ronde van Spanje ·
 EuroEyes Cyclassics ·
 Bretagne Classic ·
 GP van Quebec ·
 GP van Montreal ·
 Ronde van Lombardije ·
 Ronde van Turkije ·
 Ronde van Guangxi